# NGC 3836
NGC 3836 este o galaxie spirală situată în constelația Cupa. A fost descoperită în 29 aprilie 1877 de către Ernst Wilhelm Tempel.